# Palazzo Beccanugi
Palazzo Beccanugi si trova in piazza Antinori 1 a Firenze.

## Storia e descrizione
I Beccanugi erano una famiglia guelfa che aveva le sue case davanti alla chiesa di San Michele in Betelde, in un vasto isolato che arriva fino a via delle Belle Donne. Con la vittoria ghibellina della battaglia di Montaperti (1260) le case vennero depredate. Nel corso del XV secolo le case vennero restaurate ed assunsero l'aspetto attuale solo dopo successive modifiche che si protrassero fino al XVIII secolo. A quell'epoca il vasto edificio era usato in parte come case d'affitto e in parte come residenza signorile: quest'ultima parte venne trasformata nel XX secolo in albergo, tuttora esistente.
Alcune sale al piano nobile e al piano terra, dove hanno sede alcuni esercizi commerciali, sono decorate da soffitti decorati da pregevoli stucchi e affreschi a tema mitologico.

## Altre immagini

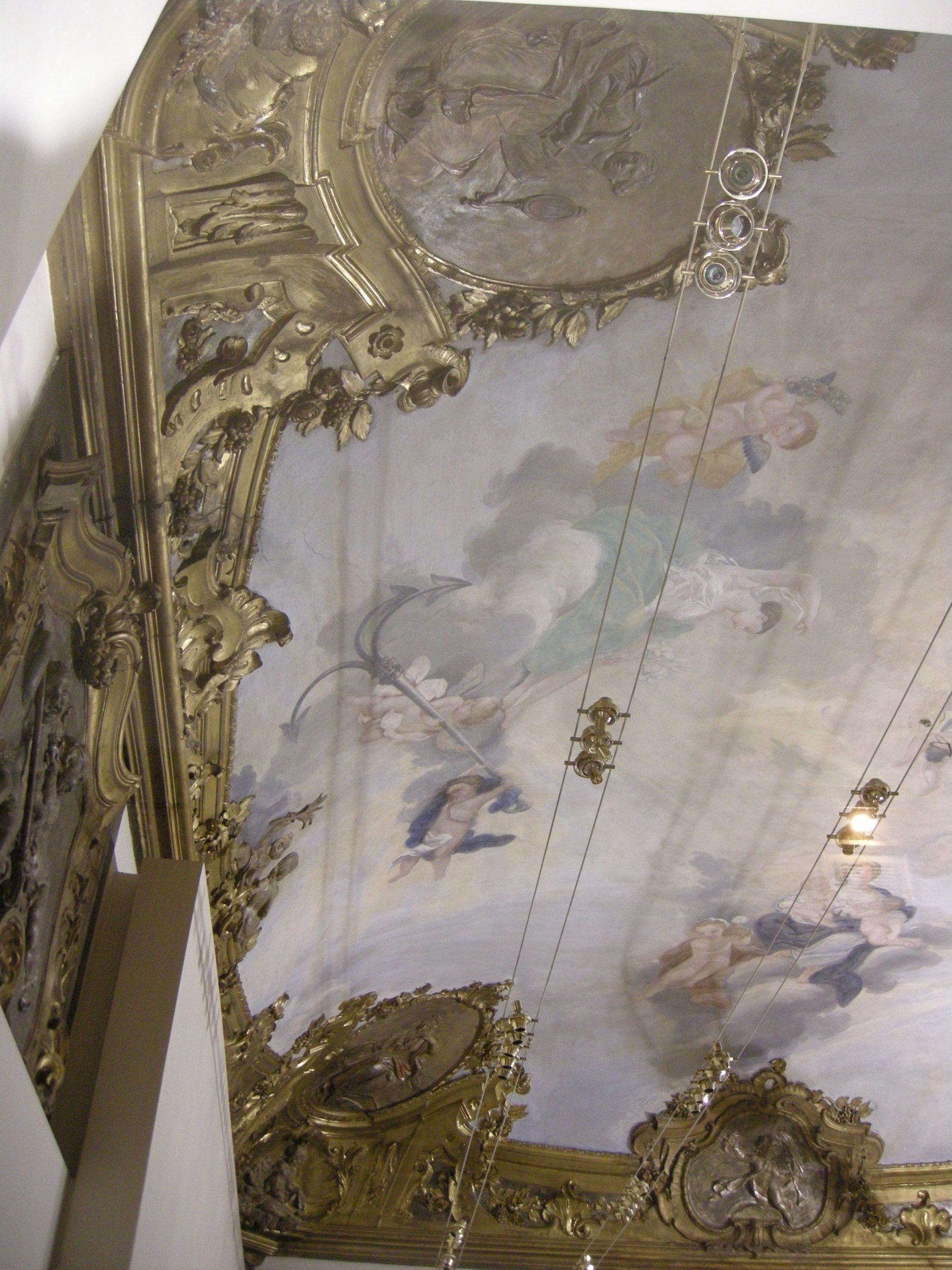
Affreschi e stucchi
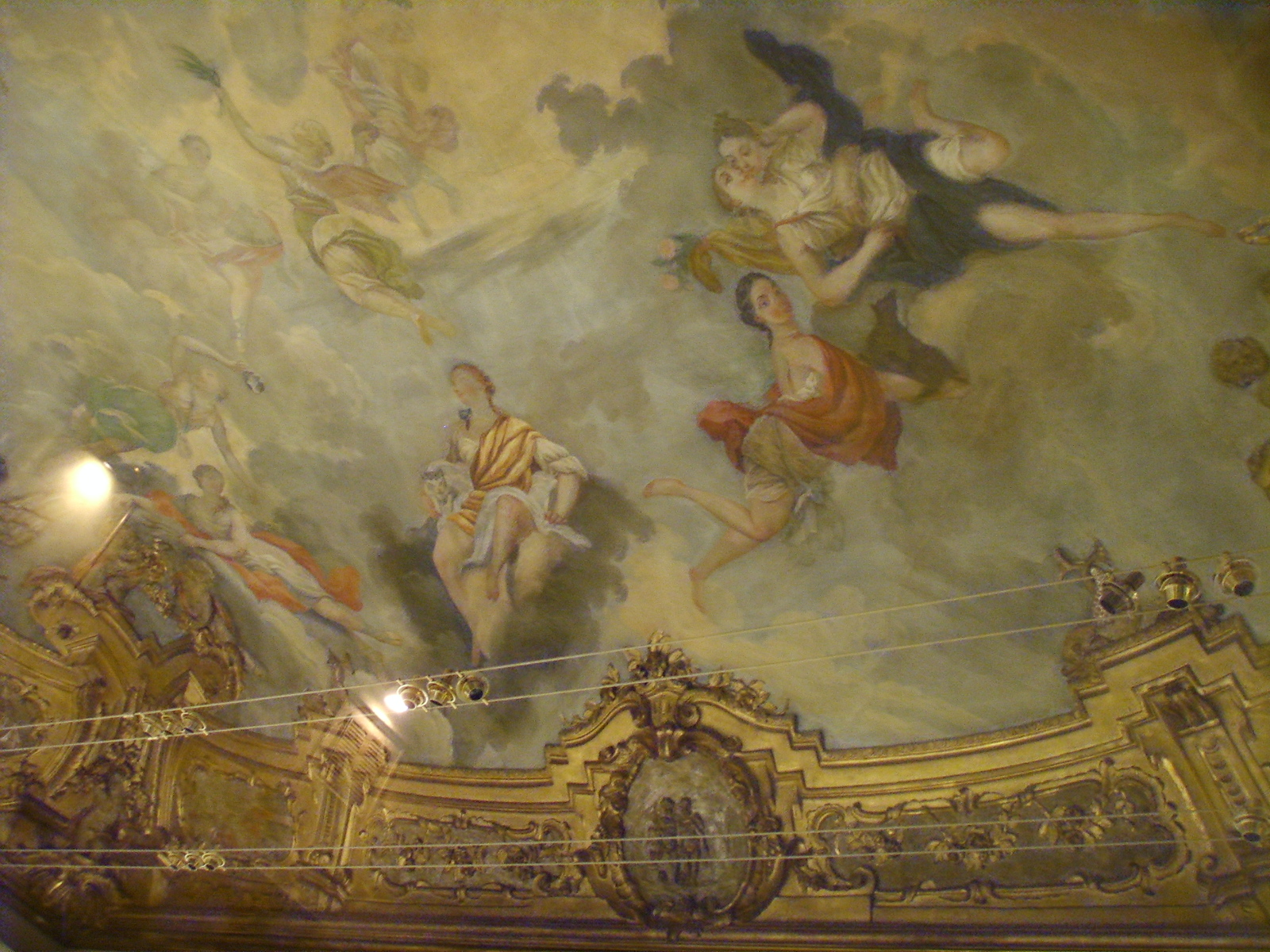
Affreschi e stucchi
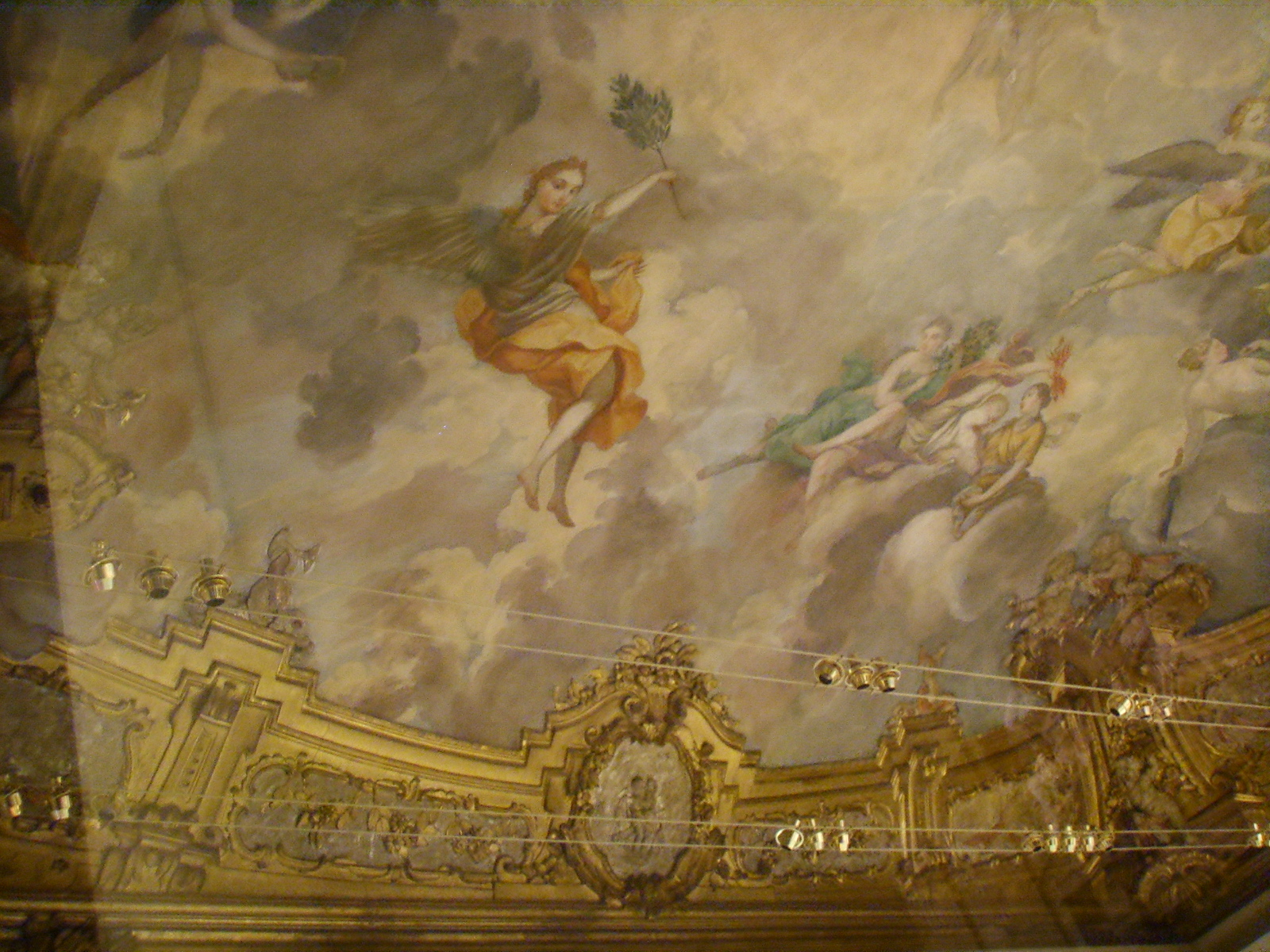
Affreschi e stucchi